# تيموثي ماسترز
تيموثي ماسترز (بالإنجليزية: Timothy Masters)‏ هو مجدف أسترالي، ولد في 2 يناير 1992.

## وصلات خارجية
- تيموثي ماسترز على موقع الاتحاد الدولي للتجديف (الإنجليزية)
- تيموثي ماسترز على موقع الاتحاد الأسترالي للتجديف (الإنجليزية)
- تيموثي ماسترز على موقع اللجنة الأولمبية الدولية (الإنجليزية)
- تيموثي ماسترز على موقع أوليمبيديا (الإنجليزية)
- تيموثي ماسترز على موقع اللجنة الأولمبية الأسترالية (الإنجليزية)